# Jakob Johan Taube
Jakob Johan Taube af Kuddinge, född 5 november 1624, död 25 februari 1695, var en svensk friherre, militär och generalguvernör.

## Biografi
Jakob Johan Taube föddes 1624 och var son till ståthållaren Jost Taube och Iliana Hansdotter (Ekelöf). Han inskrevs nio år gammal vid Dorpats universitet 1633. Taube deltog 1646 i Magnus Gabriel De la Gardies franska ambassad och fortsatte sedan sin utländska resa i pfalzgreve Adolf Johans följe. Sin militära bana började han 1649 som överstelöjtnant och chef för en dragonskvadron. Han transporterades 1651 till Närke-Värmlands regemente. Som chef för ett kombinerat finskt kavalleriregemente anlände Taube på sommaren 1655 till kriget i Polen, där han utmärkte sig i flera strider, bland annat vid Kraków i oktober samma år. Han förflyttades i april 1656 till chefskapet för Västgöta ryttare, och i spetsen för dessa deltog han under sommaren i tredagarsslaget vid Warszawa. Taube flyttades i fortsättningen snabbt till nya befäl, blev i december 1656 chef för livregementet till häst och i november 1657 chef för Livgardet till häst och fot. Under danska kriget tillhörde han Karl X Gustavs närmaste omgivning. Han deltog i tåget över bält och hade 1658 uppdrag att värva avdankat fotfolk i Köpenhamn. Under hela året 1659 syns Taube ha uppehållit sig i Danmark. Med Karl Gustavs död var hans militärbana avslutad. Hans utnämning till generalmajor 1665 och generallöjtnant 1668 krönte hans militära karriär. Sina största insatser som kan senare att göra som generalguvernör i tre omgångar över Ingermanland och Kexholms län, nämligen 1664–1668, 1673–1678 och 1678–1681. Han residerade i Narva och var där bland annat sysselsatt med omfattande förhandlingar med ryssarna. För sina insatser upphöjdes han 1675 till friherrligt stånd. Förutom att vara militär och ämbetsman var Taube även hovman. Han var som kammarherre knuten till Karl X Gustav och spelade en viss roll i hovlivet.

### Familj
Taube gifte sig 28 januari 1661 i Stockholm med friherrinnan Maria Horn af Marienborg (1642–1695). Hon var dotter till generalguvernören Gustaf Evertsson Horn af Marienborg och Maria Mörner. De fick tillsammans barnen Juliana Maria Taube som var gift med Hans Henrik von Tiesenhausen, Jost Taube, riksrådet Gustaf Adam Taube (1673–1732) och Margareta Eleonora Taube som var gift med överstelöjtnanten Rutger von Burman.